# 史特凡·伯格曼
史特凡·伯格曼（英語：Stefan Bergman，1895年5月5日—1977年6月6日）是一名波蘭裔美國數學家，主要從事複分析研究。他因1922年在柏林大學發現的核函數而知名，這個函數現在被稱為伯格曼核。伯格曼曾在史丹佛大學任教多年。

## 生平
伯格曼出生於俄羅斯帝國波蘭會議王國琴斯托霍瓦的德國猶太家庭，1921年因一篇關於傅立葉分析的論文獲得柏林大學博士學位。他的導師理查德·馮·米澤斯對他產生了深遠的影響，這種影響一直持續到他以後的職業生涯。1933年，伯格曼因身為猶太人而被迫離開柏林大學。他先是逃到俄羅斯，在那裡待到1939年，然後又逃到巴黎。1939年，他移民美國，並在那裡度過餘生。1951年，他獲選為美國文理科學院院士。1952年至1972年，他擔任史丹佛大學教授。1950年在麻薩諸塞州劍橋和1962年在斯德哥爾摩舉行的國際數學家大會上，他都應邀作了演講（《論幾個複變數的非定常函數》）。他在加利福尼亞州帕羅奧圖去世，享年82歲。

### 伯格曼獎
史特凡·伯格曼數學獎是伯格曼的妻子為紀念丈夫的工作而在其遺囑中設立的。美國數學協會為該獎項提供支持，並負責遴選評審委員會。該獎授予：
1. 核函數（英语：Positive-definite kernel）理論及其在實分析和複分析中的應用；或
2. 橢圓型偏微分方程式理論中的函數論方法，特別關注伯格曼方法和相關算子方法。

## 外部連結
- Author profile （页面存档备份，存于） in the database zbMATH